# Anton Schmid (Oberamtmann)
Anton Schmid (* 23. April 1886 in Aichstetten; † 7. Dezember 1968 in Stuttgart) war ein württembergischer Verwaltungsjurist.

## Leben
Schmid war der Sohn eines Landwirts und studierte von 1904 bis 1908 Rechtswissenschaften in Tübingen und München. Er war Mitglied der katholischen Studentenverbindung KStV Alamannia Tübingen im KV. Er legte 1909 die erste und 1913 die zweite Staatsprüfung ab. 
1913 trat er in die württembergische Innenverwaltung ein. Vom 4. August 1914 bis 22. Juli 1915 leistete er Kriegsdienst. 1917 wurde er Amtmann beim Oberamt Gaildorf, danach beim Oberamt Waldsee und ab 1919 beim Oberamt Göppingen.
Von 1920 bis 1924 war er im württembergischen Innenministerium tätig und wurde dort 1928 Regierungsrat. 1924 wurde er Oberamtmann beim Oberamt Rottenburg, wobei er den Dienst erst am 30. Juni 1925 antrat. Ab 1928 leitete er als Landrat das Oberamt Rottenburg, bis er 1932 erneut im württembergischen Innenministerium als Oberregierungsrat bei der Ministerialabteilung für Bezirks- und Körperschaftsverwaltung tätig wurde. 1943 wurde er zugleich Berichterstatter im Geschäftsteil IV (Gemeinde- und Körperschaftssachen). Ende 1945 wurde er Berichterstatter und stellvertretender Kanzleidirektor im Geschäftsteil I sowie Regierungsdirektor und 1947 Ministerialrat, Kanzleidirektor und Personalberichterstatter. 1951 erhielt er die Amtsbezeichnung Präsident und war nebenamtlicher Vorsitzender der Landesbeamtenstelle Württemberg-Baden. Am 31. Dezember 1951 trat er in den Ruhestand.
1952 erhielt er das Bundesverdienstkreuz.
Schmid war römisch-katholisch. Er war kein NSDAP-Mitglied. Nach 1945 wurde er Mitglied der CDU.